# الدوري السلوفيني لكرة القدم 1935–36
الدوري السلوفيني لكرة القدم 1935–36 هو موسم من الدوري السلوفيني لكرة القدم ‏. فاز فيه SK Ljubljana ‏.